# Michiel de Vaan
Michiel Arnoud Cor de Vaan (1973) è un linguista olandese.
Ha insegnato linguistica comparata indoeuropea, linguistica storica e dialettologia all'Università di Leida fino al 2014, quando si è trasferito all'Università di Losanna in Svizzera.
Ha pubblicato opere sulla linguistica limburghese, olandese, tedesca, albanese, indoiranica e indoeuropea e sulla filologia. Ha pubblicato più di 100 articoli scientifici, ha scritto diversi libri  e un manuale sull'indo-europeo. Ha scritto un dizionario etimologico di latino e di altre lingue italiche come contributo al progetto del dizionario etimologico indoeuropeo dell'università di Leida. 

## Opere
- (ES)  con Javier Martínez: Introducción al avéstico (with Javier Martínez; 2001, Ediciones Clásicas, Madrid. 140 pp.)
- (EN)  The Avestan Vowels (2003, Rodopi, Amsterdam/Atlanta. 710 pp.)
- (EN)  Germanic Tone Accents. (editor, 2006, Proceedings of the First International Workshop on Franconian Tone Accents, Leiden, 13-14 June 2003. Zeitschrift für Dialektologie und Linguistik - Beiheft 131. Franz Steiner Verlag, Stuttgart)
- (EN)  Etymological Dictionary of Latin and the other Italic Languages (2008, Leiden etc.: Brill. 825 pp.)
- (NL)  con Alexander Lubotsky: Van Sanskriet tot Spijkerschrift. Breinbrekers uit alle talen (2010, Amsterdam: Amsterdam University Press)
- (EN)  Beekes, Robert Stephen Paul: Comparative Indo-European Linguistics. An Introduction. Second edition, revised and corrected by Michiel de Vaan. (2011, Amsterdam / Philadelphia: John Benjamins).
- (NL)  con Rolf H. Bremmer Jr: Sporen van het Fries en de Friezen in Noord-Holland (2012, It Beaken : Tijdschrift van de Fryske Akademy, nr. 74).[Conference proceedings]

| Controllo di autorità | VIAF (EN) 118278497 · ISNI (EN) 0000 0001 0939 1501 · LCCN (EN) n2002061015 · GND (DE) 131811908 · BNF (FR) cb14530278p (data) · J9U (EN, HE) 987007528132105171 |